# John B. O'Brien
Pour les articles homonymes, voir John O'Brien et Jack O'Brien.
John B. O'Brien (Roanoke (Virginie), 13 décembre 1884 – Los Angeles (Californie), 15 août 1936), est un acteur  et réalisateur américain de l'époque du cinéma muet. Il a réalisé 53 films (courts métrages, longs métrages, documentaires), et tourné dans 88 films, courts métrages et longs métrages.

## Filmographie

### Acteur
- 1909 : The Heart of a Cowboy de Gilbert M. Anderson
- 1910 : The Girl and the Fugitive de Gilbert M. Anderson
- 1910 : The Masquerade Cop de Gilbert M. Anderson
- 1911 : The Infant at Snakeville
- 1911 : Across the Plains, de Thomas H. Ince et Broncho Billy Anderson
- 1914 : The Double Knot, de Raoul Walsh
- 1917 : Bab's Diary de J. Searle Dawley : Harold Valentine
- 1920 : The Stealers : Man of Dawn
- 1920 : Voleurs de femmes (Bride 13), de Richard Stanton : Lt. Bob Norton
- 1920 : Wings of Pride : Kent Ordway (as John O'Brien)
- 1921 : A Daughter of the Law : Jim Garth
- 1921 : Why Girls Leave Home : Joseph
- 1921 : Love's Penalty de John Gilbert : Bud Gordon
- 1921 : Thunder Island (en) de Norman Dawn : Paul Corbin
- 1921 : Annabelle Lee : David Martin
- 1922 : The Black Bag : Martin
- 1922 : Roxelane (Bride's Play) de George Terwilliger : Marquis de Muckross
- 1923 : Le Héros de l'Alaska (The Soilers) de Ralph Ceder
- 1924 : Le Cheval de fer (The Iron Horse) de John Ford : Dinny
- 1925 : A Streak of Luck, de Richard Thorpe : Jack Hurst
- 1925 : Action Galore : Strike Carney
- 1925 : Once in a Lifetime : Marty Taylor
- 1925 : The Desert Demon, de Richard Thorpe : Bugs
- 1925 : The Galloping Jinx
- 1925 : Reckless Courage : Scar Degan
- 1928 : La Minute de vérité (Their Purple Moment) de James Parrott et Fred Guiol : patron du Pink Pub

### Réalisateur
- 1915 : Her Shattered Idol
- 1915 : Captain Macklin
- 1915 : The Outcast
- 1916 : The Foundling
- 1916 : Hulda from Holland
- 1916 : The Big Sister
- 1916 : Destiny's Toy
- 1916 : The Eternal Grind
- 1916 : The Flying Torpedo
- 1916 : Vanity
- 1917 : Queen X
- 1917 : Daughter of Maryland
- 1917 : Reputation
- 1917 : Mary Lawson's Secret
- 1917 : Maternity
- 1917 : Her Sister
- 1917 : The Unforseen
- 1918 : The Inn of the Blue Moon
- 1918 : The Girl and the Judge
- 1918 : The Street of Seven Stars
- 1919 : Impossible Catherine
- 1919 : The Bishop's Emeralds
- 1921 : Lonely Heart
- 1921 : The Family Closet
- 1921 : Father Tom
- 1924 : Those Who Dare
- 1925 : Daring Days
- 1925 : The Outlaw's Daughter